# Pusztamérges
Pusztamérges é um município da Hungria, situado no condado de Csongrád-Csanád. Tem 24,39 km² de área e sua população em 2019 foi estimada em 1.002 habitantes.